# Anna Moravcová

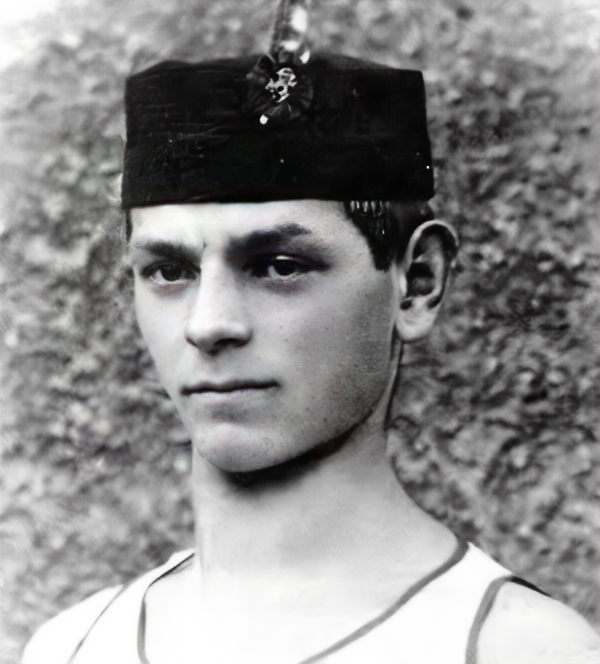
Její manžel Miroslav Moravec

Anna Moravcová, rozená Hrodková (26. července 1912 Most – 24. října 1942 Koncentrační tábor Mauthausen) byla zdatnou cvičenkou a sokolskou funkcionářkou. Za protektorátu patřila (spolu se svým manželem Miroslavem Moravcem) ke členům domácího protiněmeckého odboje a k podporovatelům parašutistů výsadku Anthropoid a dalších výsadků.

## Život

### Rodinný původ a svatba
Anna Hrodková se narodila 26. července 1912 v Mostě do obchodnické rodiny, která v Mostě provozovala obchod s galanterií. Jejím otcem byl František Hrodek, matkou Anna Hrodková, rozená Šálová.
Anna Hrodková vykonávala funkci náčelnice Sokola v Mostě a svoji sokolskou organizaci reprezentovala převážně na národních plaveckých soutěžích. S Miroslavem Moravcem se poznala v červenci 1937 a 26. června 1938 v chrámu svatého Františka v Mostě se uskutečnila jejich svatba. To bylo v době, kdy se schylovalo v Praze ke „světovému“ protiválečnému X. všesokolskému sletu, jehož se čerství manželé Miroslav a Anna účastnili. (Slet se konal počátkem července 1938.)

### Odchod z pohraničí
Po podepsání mnichovské dohody (30. září 1938) o postoupení pohraničních území Československa Německu byli novomanželé Moravcovi vystaveni tlaku ze strany německého obyvatelstva, které v pohraničí zůstalo, až byli nakonec nuceni české pohraničí opustit. Ještě před podepsáním mnichovské dohody se Miroslavův otec Jan Moravec přestěhoval do Kostelce nad Černými lesy, kde si pořídil rodinnou vilu a pokračoval v obchodní činnosti. Pogromy na Čechy v pohraničí vyvolaly jejich velký exodus do českého vnitrozemí a Miroslavovi rodiče Jan a Anna Moravcovi přiměli novomanžele k odstěhování do Konojed, kde jim byl zakoupen dům č. p. 99. Novomanželé Moravcovi se do Konojed přestěhovali těsně před Vánoci 1938 (mezi 21. a 23. prosincem). V Konojedech se jim pak 1. května 1939 narodila dcera Anna Moravcová. Miroslav Moravec se zde snažil získat novou klientelu, od 1. ledna 1941 musel ve firmě zaměstnat jednu učednici a byl nucen obchod rozšířit i o prodej uhlí.

### Sokol v odboji
Činnost sokolské organizace byla v dubnu 1941 pozastavena a nejspíš v létě 1941 navštívil v Konojedech Moravcovy i bývalý náčelník župy Krušnohorské-Kukaňovy Václav Novák s rodinou. Moravec požádal Nováka o potravinovou pomoc pro rodiny zatčených sokolů a odbojářů. Naléhavost potravinové pomoci se vystupňovala a rozšířila po příchodu parašutistů do protektorátu poté, co pražská sokolská organizace začala ukrývat členy různých výsadků (včetně členů desantu Anthropoid). Kromě této pomoci udržoval Miroslav Moravec kontakty i s příslušníky Sokola ve východních Čechách, z nichž se později vyvinula ilegální odbojová skupina S21B. Manželé Moravcovi náleželi ke středočeskému sokolskému protiněmeckému odboji a udržovali spojení na sokolské odbojáře na Královéhradecku. Penězi a potravinami podporovali nejen parašutisty Jana Kubiše s Jozefem Gabčíkem, ale i skrývající se vlastence pobývající v ilegalitě.

### Zatýkání, věznění
Po atentátu na Heydricha (27. května 1942 v Praze-Libni), následné zradě Karla Čurdy (16. června 1942) a rozhodujícím boji parašutistů v pravoslavném chrámu svatého Cyrila a Metoděje na Novém Městě pražském (18. června 1942) rozpoutalo gestapo ve druhé polovině července 1942 mohutnou vlnu zatýkání. Během zátahu byl (18. července 1942) zatčen v Černém Kostelci kriminálním komisařem gestapa (z pražského oddělení II.G) SS-Hautpsturmführerem Heinzem Janturem (Hansem Janturem) i Miroslav Moravec. Ve stejný den byl v Praze podruhé a definitivně zatčen ve své kanceláři v budově Zemské školní rady i člen sokolské ilegální odbojové skupiny Jindra (a rovněž podporovatel výsadku Anthropoid) Bedřich Kubice.
Anna Moravcová byla zatčena 27. srpna 1942 a odvezena na celu číslo 5 v policejním vězení v pražské Bartolomějské ulici. Během září 1942 pak manželé Moravcovi deportováni do policejní věznice gestapa v Malé pevnosti Terezín. V nepřítomnosti byli odsouzeni stanným soudem k trestu smrti a přesunuti do koncentračního tábora Mauthausen, kde byli evidováni 23. října 1942. Následujícího dne (24. října 1942) byli zastřeleni ranou do týla z pistole v odstřelovacím koutě. Anna byla zavražděna v 10.46 a Miroslav v 15.22 hodin.

### Anna Moravcová (* 1939)
V době zatčení Anny Moravcové (27. srpna 1942) byla jejich tříletá dcera Anna (* 1939) převezena na zámeček na pražské Jenerálce, kam byly postupně internovány děti podporovatelů parašutistů ze skupiny Anthropoid a dalších výsadků. Tyto děti byly v dubnu 1944 přemístěny do internačního tábora Svatobořice a krátce před koncem druhé světové války  byly převezeny do Plané nad Lužnicí, kde se dočkaly osvobození. Po skončení druhé světové války byla Anna Moravcová osvojena příbuznými ze strany její matky.

## Připomínka
Její jméno (Moravcová Anna roz. Hrodková * 26. 7. 1912) i jméno jejího manžela (Moravec Miroslav * 8. 6. 1905) je uvedeno na pomníku při pravoslavném chrámu svatého Cyrila a Metoděje (Praha 2, Resslova 9a). Pomník byl odhalen 26. ledna 2011 a je součástí Národního památníku obětí heydrichiády.

## Galerie

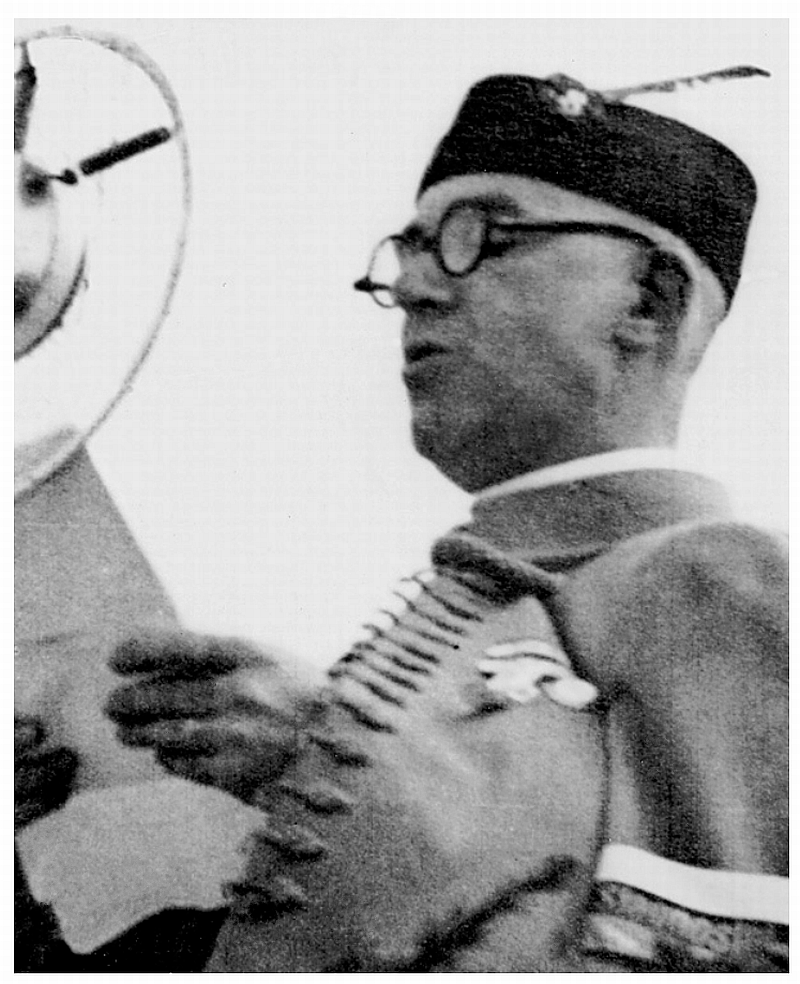
Jan Zelenka-Hajský
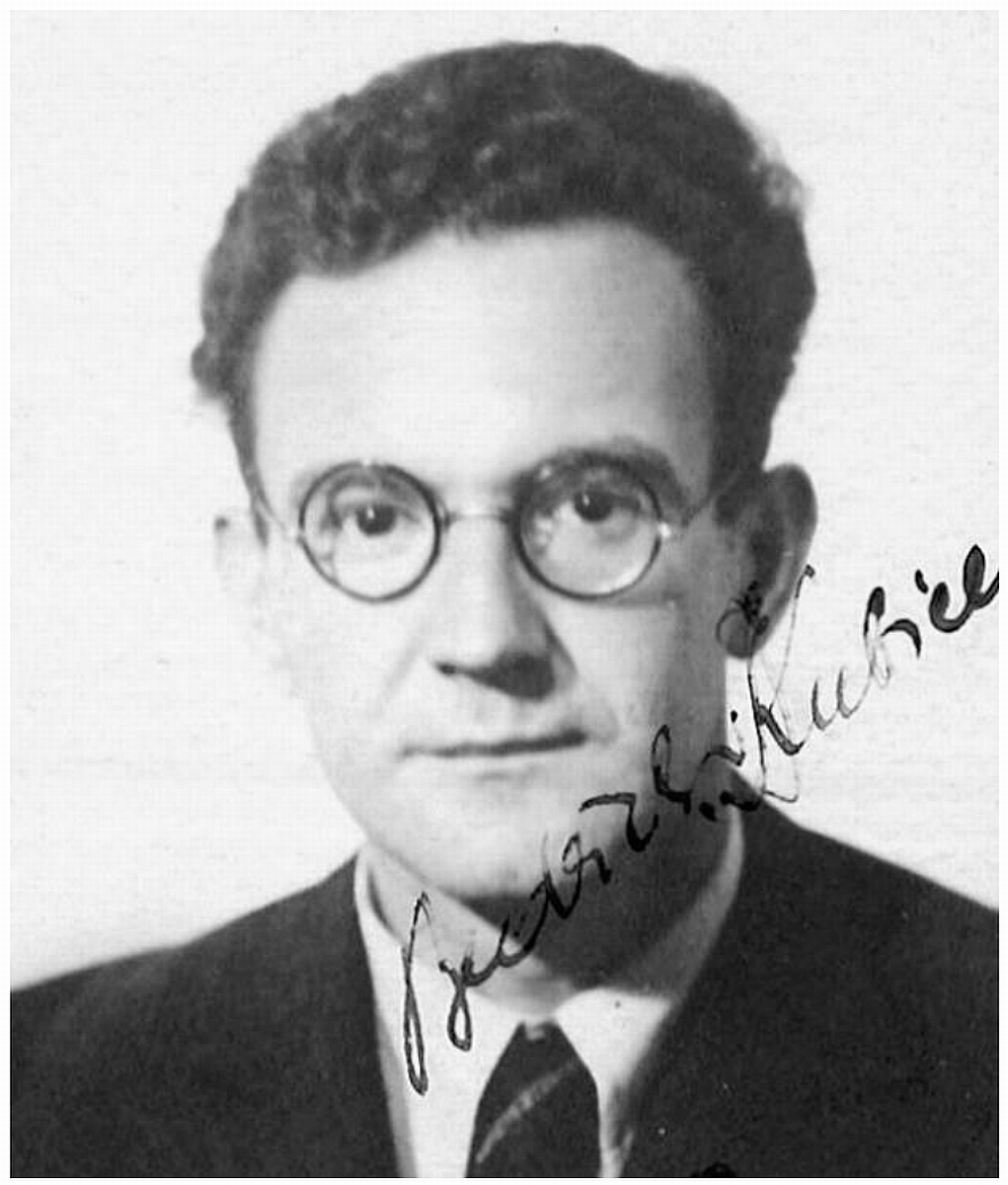
Bedřich Kubice
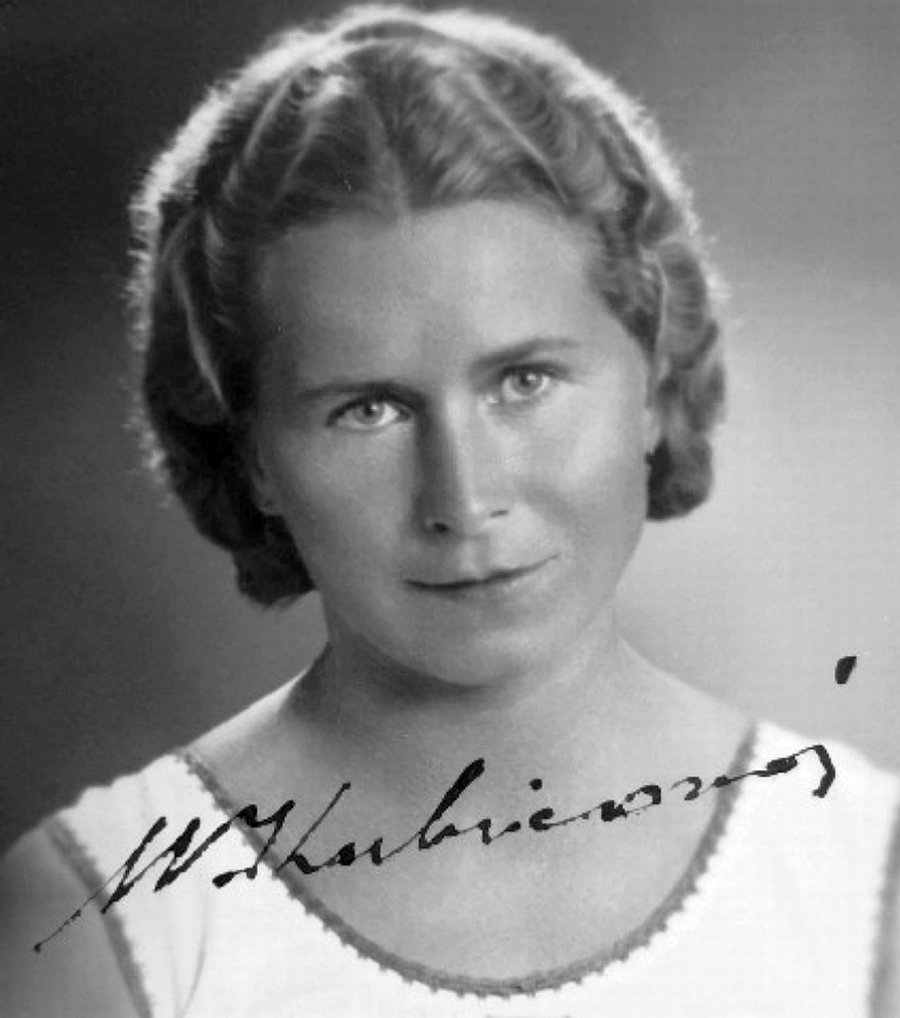
Marie Kubicová
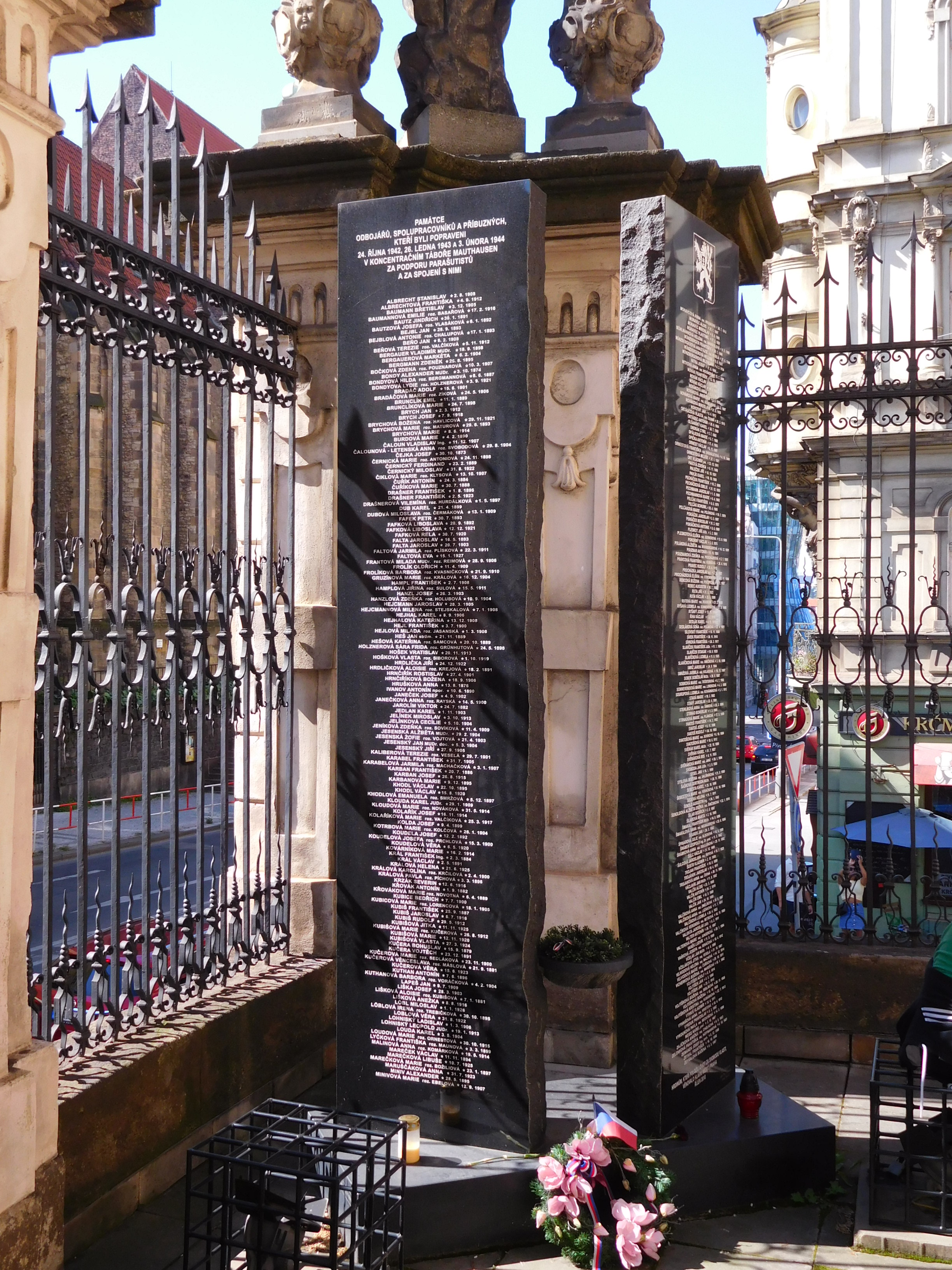
Pomník odbojářům popraveným a umučeným v souvislostí s operací Anthropoid (Resslova ulice)